# Миеркуря Чук
Миеркуря Чук (на румънски: Miercurea-Ciuc) listen, е град в централната част на Румъния, административен център на окръг Харгита. Намира се в историко-географската област Секейска земя, в долината на река Олт.

## Население
Според преброяването на населението от 2002 г. в града живеят 42 029 души. 81,75 % от населението казват, че са унгарци, повечето от които секеи, 17,3% са румънци, 0,62 % са цигани, а 0,33% са от други националности.
Следната схема показва демографското развитие на Миеркуря Чук в периода 1912-2002 г.:
Основната изповядвана религия в Миеркуря Чук е католицизъм, със 76,04 % от населението на града. Православието (14,99 %), унгарореформатството (7,41 %) и униатството (2,05 %) са другите силно представени религии.

## История
През Средновековието Миеркуря Чук е столица на княжество Чик (Csíkszék). В периода 1876-1918 г. градът, под името Чиксереда (Csíkszereda), е седалище на комитат Чик, част от историческата област Секейска земя в Кралство Унгария. След Трианонския договор от 1920 г. става част от Кралство Румъния и в периода 1927-1938 г. е административен център на окръг Чук.
Миеруря Чук е върнат на Унгария в периода 1940-1944 г. с Второто виенско споразумение. През 1944 г. Червената армия превзема града. През 1945 г. отново става част от Румъния, а през 1947 г. това е потвърдено от Парижкия мирен договор. В периода 1952-1960 г. той е част от Унгарската автономна област, по-късно наречена Муреш-Унгарска автономна област в периода 1960-1968 г. През 1968 г. Миеркуря Чук става административен център на окръг Харгита.
След Втората световна война градът е индустриализиран. Сред фабриките, които са построени тук, са завод за трактори, текстилна фабрика, пивоварна (през 60-те). Марката бира „Чук“ се радва на голяма популярност в страната.
През 1968 г. е построен нов център на града по социалистически модел. Той става и важен център на секейската култура и идентичност.

## Образование
През 2001 г. в града е създаден филиал на Трансилванския унгарски университет Сапиентия в бившия хотел „Харгита“. Частното учебно заведение е първият унгарски университет в съвременна Румъния. Университетът има филиали и в градовете Клуж-Напока и Търгу Муреш. След като е отворен, университетът привлича все повече младежи и интелектуалци.

## Спорт
Миеркуря Чук е един от най-студените градове в Румъния, като през зимата температурите могат да паднат до -30 °C, което го прави идеално място за зимни спортове. Ледената пързалка в града, наречена „Вакар Лайош“, всяка година е сцена на национални състезания по хокей на лед, често печелени от най-изтъкнатия местен отбор „Миеркуря Чук“. През 2006 г. на ледената пързалка се провежда международен шампионат по шорттрек. Единствената в Румъния пързалка, предназначена за бързо пързаляне с кънки, се намира близо до ледената пързалка за хокей на лед.

## Забележителности
Пешеходната зона в града се нарича улица „Петьофи“.
На няколко километра източно от центъра на града се намира францисканския манастир в Шумулеу Чук (Чиксомльо), в който всяка Петдесятница се прави поклонение.
В центъра на града се намира замъка Мико, построен в стила на късния Ренесанс.